# Сократ
Сократ (грч. Σωκράτης; Алопеке, око 470. п. н. е. – 399. п. н. е.) је био грчки филозоф из Атине који се сматра оснивачем западне филозофије и међу првим моралним филозофима етичке традиције мишљења. Сократ није написао ниједан текст и познат је углавном кроз постхумне извештаје класичних писаца, посебно његових ученика Платона и Ксенофонта. Ови извештаји су написани као дијалози, у којима Сократ и његови саговорници испитују предмет у стилу питања и одговора, што је изнедрило књижевну врсту сократског дијалога. Контрадикторни прикази Сократа чине реконструкцију његове филозофије готово немогућом, што је познато као Сократов проблем. Сократ је био поларизујућа личност у атинском друштву. Године 399. пре Христа оптужен је за безбожништво и кварење омладине. После суђења које је трајало један дан, осуђен је на смрт. Последњи дан је провео у затвору, одбијајући понуде присталица да му помогну да побегне.
Платонови дијалози су међу најсвеобухватнијим приказима Сократа који су преживели од антике. Они демонстрирају сократовски приступ областима филозофије, укључујући епистемологију и етику. Платонов Сократ даје своје име концепту Сократове методе, а такође и сократској иронији. Сократов метод испитивања се обликује у дијалогу користећи кратка питања и одговоре, оличен у оним Платоновим текстовима у којима Сократ и његови саговорници испитују различите аспекте неког питања или апстрактно значење, обично у вези са једном од врлина, и нађу се у ћорсокаку, потпуно неспособни да дефинишу шта су мислили да разумеју. Сократ је познат по томе што је прогласио своје потпуно незнање; говорио је да је једино свестан свог незнања, тражећи да имплицира да је спознаја нашег незнања први корак у филозофирању.
Сократ је извршио снажан утицај на филозофе у каснијој антици и наставио да то чини у модерној ери. Проучавали су га средњовековни и исламски научници и играо је важну улогу у мисли италијанске ренесансе, посебно у оквиру хуманистичког покрета. Интересовање за њега се наставило несмањено, што се огледа у делима Серена Киркегора и Фридриха Ничеа. Прикази Сократа у уметности, књижевности и популарној култури учинили су га широко познатом фигуром у западној филозофској традицији.

## Сократски метод
Његов најзначајнији допринос западњачкој мисли је његова дијалошка метода истраживања, позната као сократски метод или метод еленхос (elenchos), који је он широко примењивао у испитивању кључних моралних концепата а први пут је описан у Платоновим Сократским дијалозима. Због овога се Сократ обично сматра оцем етике или моралистичке филозофије, и филозофије уопште.
Сократски метод је негативни метод хипотетске елиминације, у којем се боље хипотезе проналазе сталним идентификовањем и елиминисањем оних које воде у контрадикције. Овај Сократов метод је трагање за суштинским хипотезама, претпоставкама или аксиомима, које могу да несвесно обликују човеково мишљење, и да их учине субјектом посматрања, како би се одредила њихова конзистенција са осталим веровањима. Општа форма је серија питања, формулисаних као тестови логике и чињеница усмерених да помогну особи или групи да открију своја уверења о истој теми, истражујући дефиниције или логои (logoi) (једнина логос), тежећи да се карактеришу генералне карактеристике које деле разни појединачни примери. До границе у којој је овај метод дизајниран да изнесе на видело дефиниције имплицитне у сабеседничким веровањима, или да им помогне да продубе своје разумевање, овај метод се назива методом мајеутике (maieutics). Аристотел је Сократу приписао откривање метода дефиниције и индукције који се сматрају суштином научног метода. Чудно је, међутим, да је Аристотел такође тврдио да овај метод није примерен за етику.
Вешт учитељ може да научи ученике да мисле својом главом путем ове методе. Ово је једини класични метод подучавања који је познат по томе што може да створи стварно аутономне мислиоце. Постоје неки кључни принципи за ову форму подучавања:
- Учитељ и ученик се морају сложити о теми предавања.
- Ученик мора да се сложи да ће покушати да одговори на учитељева питања.
- Учитељ и ученик морају бити вољни да прихвате сваки разуман одговор. То јест, процес резоновања се сматрати важнијим од чињеница.
- Учитељева питања морају да разоткрију грешке у резоновању или веровањима ученика. То јест, учитељ мора да размишља брже и тачније од ученика, да открије грешке у учениковом размишљању, а онда да формулише питање на које ученик не може да одговори ако не испуни процес размишљања. Да би био способан за ово, учитељ мора да размишља веома брзо у вези са класичним грешкама у размишљању.
- Ако учитељ направи грешку логичке или чињеничне природе, прихватљиво је да ученик исправи учитеља.

Како дискусија није дијалог, она није подесан медијум за сократски метод. Ипак, од помоћи је, ако је учитељ способан да води групу ученика кроз дискусију. Ово није увек могуће у ситуацијама које траже од учитеља да оцењује ученике, али је педагошки прихватљивије, јер охрабрује ученике да размишљају, а не да се угледају на ауторитете.
Слободније се сваки процес узастопних постављања питања у дијалогу може сматрати сократским методом.
Сократ примењује свој метод у испитивању кључних моралних концепата, врлина: побожности, мудрости, уздржаности, храбрости и правичности. Такво истраживање је стављало изазове пред имплицитна морална убеђења саговорника, истичући неадекватности и неконзистентности у њиховим уверењима, и обично је доводило до стања збуњености познатог као апориа. У погледу таквих неадекватности, Сократ је признавао своје незнање, али су остали и даље тврдили да имају знање. Сократ је веровао да га чињеница да је свестан свог незнања чини мудријим од оних који, иако не знају, ипак тврде да поседују знање. Мада ово убеђење може изгледати парадоксално на први поглед, у ствари оно је Сократу омогућавало да открије сопствене грешке где би остали могли да претпоставе да су у праву. Ова тврдња је позната по анегдоти кад је Делфско пророчиште објавило да је Сократ најмудрији од свих људи.
Сократ је ове тврдње о мудрости користио као основу својих моралних подстицаја. Тако је тврдио да се главна доброта састоји у бризи душе у вези са моралном истином и моралним схватањем да „богатство не доноси доброту, али доброта доноси богатство и сваки други благослов, и појединцу и држави“, и да „живот без истраживања [дијалога] није вредан живљења“. Сократ је такође тврдио да је боље бити третиран лоше, него сам се понашати лоше.

## Сократов живот
Сократ није оставио никакве списе; подаци о војној служби се могу наћи у Тукидидовој'Историји Пелопонеског рата. Био је извргнут сатири у Аристофановој комедији Облаци насталој кад је Сократ био у средњим четрдесетим годинама. Сократ се појављивао у другим Аристофановим представама попут Птица јер се сматрало да је био филодоранин, а такође и у представама Калија, Еуполиса и Телеклаидеса, и у свим овим представама Сократ и Софисти су критиковани због „моралних опасности присутних у савременој мисли и литератури“. Ипак, главни историјски извор о Сократу су списи двојице његових ученика, Ксенофонта, и Платона. Други важан извор су разна позивања на њега у Аристотеловим списима.
Скулптуре и бисте Сократа описују као човека не баш пријатне спољашњости. Ови портрети су махом базирани на описима које је дао његов ученик Платон, а не на директном посматрању филозофа од стране скулптора.
Сократов отац је био Софрониск, вајар, а мајка Фенарета, бабица. Био је ожењен Ксантипом, која му је родила три сина (Лампрокле, Софрониск и Менексен). По културним стандардима оног времена, њу су сматрали оштроконџом. Сам Сократ је посведочио да је, пошто је научио да живи са Ксантиопом, сада способан да се носи са било којим другим људским бићем, као што јахач који је навикао на дивље коње са лакоћом јаше мање дивље. Сократ је волео да иде на Симпозије, партије пијења и причања. Легендарна је била његова способност да пије, остајући трезан чак и кад би се сви из његове дружине тешко напили. Такође је искусио војну акцију, борећи се у Потидејској бици, Делијској бици и Амфипољској бици. Из Платоновог Симпозијума знамо да је Сократ одликован за храброст. У једној прилици је остао са рањеним Алкибијадом, и вероватно је спасао његов живот. Током ратних похода је такође показао необичну чврстину, ходајући без обуће и капута зими.
Сократ је живео у времену опадања Атине после пораза од Спарте и њених савезника у Пелопонеском рату. У време када је Атина покушавала да се опорави од понижавајућег пораза, Атински јавни суд је довео три водеће јавне фигуре да суде Сократу због безбожности и кварења атинске омладине. Суд га је осудио, и као казну је испио отров.

## Филозофска убеђења
Сократ је често говорио да његова мудрост потиче из чињенице да “он зна да ништа не зна” (Томас 83). А ништа се односи на познавање људске природе. Уз ово, Сократ је такође говорио да се сви лоши поступци човека могу приписати његовом недостатку знања (“Сократ” 3). Простије речено, ако особа погреши, Сократ је веровао да је грешка узрокована неком врстом незнања. Већина од његових бриљантних уочавања попут ових је потекла из контрапримера које је износио у дебатама са другим Атињанима. Понекад су га његова испитивања других доводила до стицања неочекиваних знања. Мада се никад није фокусирао на специфичне теме, већина Сократових дебата су биле усредсређене око карактеристика идеалног човека, као и коју форму идеална влада треба да има. (Соломон 44).
У разговору са мудрацима открио је да они верују да имају много више знања од онога шта заиста имају. У разговору са државницима открио је да они не поседују четири Сократове признате врлине: мудрост, храброст, умереност, праведност. У разговору са песницима открио је да све што они пишу је божанског порекла. У разговору са занатлијама је открио да они због тога што добро познају свој посао мисле да су тако добри и у свему осталом.
Сократ је веровао да је најбољи начин да човек води свој живот - не да се усредсреди на акумулирање богатства, већ да се усредсреди на само-развој (Грос 2). Он је увек позивао друге да покушају да се више концентришу на пријатељства и осећање истинског заједништва, јер је веровао да је ово најбољи начин да људи расту као народ. Идеја да људи поседују одређене врлине је била нит Сократових предавања. Ове врлине представљају најзначајније квалитета које особа може да има, а прве међу њима су филозофске и интелектуалне врлине. Сократ је наглашавао да “је врлина највреднија од свих богатстава, истина лежи испод сенки постојања, и да је посао филозофа да покаже осталима колико мало они у ствари знају.” (Соломон 44) Сократ је сматрао да је знање исто што и врлина.
Сократ је веровао да “идеали спадају у свет који само мудри људи могу да разумеју” што чини филозофе јединим типом људи погодних да управљају (владају) другима. Сократ нипошто није био благ у својим специфичним ставовима о влади. Отворено се противио демократији која је владала у Атини касније током свог живота. Атинска демократија није била ексклузивна; Сократ се противио било којој форми владавине која није била његов идеал савршене републике којом би управљали филозофи (Соломон 49), а атинска влада је била далеко од тога. Током каснијих стадијума Сократовог живота, Атина је била у сталним политичким превратима. Демократију је прво збацила фракција позната као Тиранија тридесеторице, коју је предводио Критијас, који је раније био Сократов ученик. Тирани су владали једно кратко време, пре него што је атинска демократија поново успостављена, од када је покушавала да угуши Сократов глас.

## Суђење и погубљење
Суђење Сократу је подигло велику дебату, иницирајући настанак читавог жанра у литератури познатог као сократски логои. Сократов начин предавања је љутио утицајне фигуре његовог доба, чија је репутација мудрости и врлине била урушена његовим питањима. Треба рећи да је сам Сократ био довољно мудар да не вређа своје сабеседнике, али су други људи користили његову реторику да би извргли руглу моћне људе. Иритантна природа ових питања је Сократу донела надимак „коњска мува Атине“. Иако се Сократ лично борио за Атину и заговарао послушност законима, он је у исто време критиковао демократију, посебно атински изборни систем. Тај критицизам је подигао сумње међу демократама, посебно кад су неки од његових блиских сарадника проглашени непријатељима демократије. Алкибијад је издао Атину у корист Спарте, a Критија, његов некадашњи ученик је био вође Тираније тридесеторице (проспартанске олигархије која је владала Атином пар година након пораза).
Уз то, Сократ је имао неуобичајене ставове о религији. Изнео је неколико позивања на свој лични дух, или даимонион, мада је експлицитно тврдио да овај дух никада није управљао њиме, већ га је само упозоравао на разне будуће догађаје. Многи од његових савременика су сумњали да Сократов даимонион значи одбацивање државне религије. Опште је мишљење да је Сократов даимонион сличан интуицији. Штавише, Сократ је тврдио да концепт врлине, а не одређивање шта богови желе, у ствари претходи њему.
Према Платоновој "Апологији," Сократова три тужиоца, Мелет, Анит и Ликон, све водећи чланови атинских политичких кругова, су га оптужили да је 'кварио омладину' Атине и порицао моћ боговима. Ове оптужбе нису морале да значе смртну казну, и Сократ лично је предлагао пороти да га казни са тридесет минаа (еквивалент отприлике осам година надница атинског занатлије). „Апологија“ такође каже да је гласање о Сократовој кривици било тесно, и да су његове шале о казни резултовале да више поротника гласа за смртну казну него што је гласало за осуду.
Очигледно у складу са његовом филозофијом поштовања закона, он је сам извршио смртну казну, попивши отров. Постоји прича да су му током последње ноћи, пријатељи предлагали да побегне из затвора, али је Сократ остао доследан свом веровању да се закон мора поштовати, чак и ако није правичан.
Сократ је постхумно поштован као светионик слободе говора.
Сократ је осуђен на смрт испијањем чаше отрова. Оптужница против Сократа гласила је: " Крив је Сократ што не верује у богове у које верује држава, крив је што уводи нова божанства, што квари омладину. Први део оптужнице гласио је: "Сократ верује у знање апсолутно добро и апсолутно лепо и да знање поседују сви појединачни случајеви ." Други део оптужнице гласио је: "Камо среће да само Сократ квари омладину, а да је сви остали уче добром."

## Сократски дијалози
Сократски дијалози су серија дијалога које је написао Платон у форми дискусија између Сократа и других људи тог времена. Идеје које Платон саопштава не изговара ниједан посебан лик, већ оне испливавају путем сократског метода, под Сократовим вођством.
У Платоновом филозофском систему (Сократ није оставио никакве списе, тако да стваран садржај његових учења може бити оспораван), учење је процес памћења. Душа, пре своје инкарнације у телу је била у царству идеја (или рају). Тамо је видела ствари онаквим какве стварно јесу, а не бледе сенке или копије које ми видимо на Земљи. Кроз процес испитивања, душа може бити наведена да се сети идеја и њиховим чистим формама, што доноси мудрост.
Већина дијалога представљају Сократа како примењује овај метод у одређеној мери, али нигде толико као у Еутифрону. У овом дијалогу, Сократ и Еутифрон пролазе кроз неколико фаза прочишћавања одговора на Сократово питање, „Шта је побожност?"

## Сократово схватање дијалектике
Сократ је дијалектику посматрао преко постављања питања и трагањем за одговором. Дијалектика се састојала из две фазе: иронију односно претварање у говору и бабичке методе.
Разговор почиње иронијом јер саговорник често нема знања о томе о чему се води разговор или има веома мало знања или често нема ни мало. Сократ онда поставља питање саговорнику како би он дошао до дефиниције о томе о чему се води разговор, онда креће бабичка метода јер Сократ сматра да је човек трудна душа из које треба да се породи знање. Сократ сматра да човек поседује трагове знања само је потребно помоћи му да то знање формира.

## Дијалози и списи о осуди Сократа
- Еутифрон
- Апологија
- Критон
- Федон